# Партизански отряд „Гаврил Генов“
Партизански отряд „Гаврил Генов“ е подразделение на Дванадесета Врачанска въстаническа оперативна зона на НОВА по време на партизанското движение в България (1941-1944). Действа в района на Враца и Бяла Слатина.
Първата партизанска група се формира през август 1941 г. Провежда саботажни и диверсионни акции. Увеличавайки състава си през септември 1943 г. в близост до село Борован прераства в отряд „Гаврил Генов“. Командир е Цоло Кръстев, политкомисар Иван Тодоров-Горуня. Наименуван е на известния деец на БКП, Гаврил Генов.
Провежда акции по завземането на с. Соколаре и с. Горна Кремена. Неколкократно прекъсва железопътната линия София-Плевен.
До септември 1944 г. провежда около 50 акции в с. Горна Бешовица, с. Вировско, с. Оходен, с. Палилула, с. Типченица, с. Моравица, с. Ракьово село, с. Лютиброд, с. Лик, с. Зверино и други.
На 7 и 8 септември 1944 г. трайно завзема с. Лютиброд, с. Ракьово село, Търнава. На 9 септември установява властта на ОФ в гр. Бяла Слатина, гр. Враца, гр. Кнежа и гр. Оряхово.